# Menon (Platon)
Acest articol se referă la Menon, dialogul lui Platon. Pentru filosoful grec, vezi Menon.
Menon (în greacă veche Μένων) este un dialog scris de Platon. Subiectul lui este enunțat de autor sub forma unei întrebări: Se poate învăța virtutea? La această întrebare pusă de Menon, Socrate răspunde că încă nu a cunoscut un om care să știe ce-i în sine virtutea.

După Menon există multe feluri de virtuți: 
- la bărbat virtutea stă în capacitatea de a călăuzi bine treburile statului și astfel de a face bine prietenilor prigonind dușmanii și veghind asupra sa însuși, ca să nu sufere.
- la femei virtutea constă în a-și administra bine casa, păstrându-i avutul interior și fiind ascultătoare bărbatului.

Din dialog rezultă că există atâtea virtuți câte feluri de fapte, câte vârste și categorii sociale sunt: bărbați, femei, copii, bătrâni, liberi, sclavi, etc.
Socrate înceracă să identifice caracterul general al virtuții, și să-l diferențieze de esențialul conținut al tuturor virtuțiilor; Socrate nu este interesat de fiecare virtute în parte.

## Prima definiție a lui Menon
O primă definiție încercată de Menon arată virtutea ca o „capacitate în arta de a cârmui oamenii”.
Socrate o respinge pe motiv că este o virtute particulară, ea nu are caracter general. Socrate consideră această definiție nerelevantă căci e ca și cum ai vrea să definești figura geometrică zicând: „cercul este figura geometrică”. În realitate cercul - această figură rotundă - nu-i decât una din figurile geometrice.

## A doua definiție a lui Menon
Menon dă o a doua definiție a virtuții „să dorești cele frumoase și să fii în stare a le agonisi”. Socrate critică ambele părți ale definiției lui Menon.

## Cine sunt virtuoșii?
În toiul discuției dintre Menon și Socrate apare Anytos al lui Anthemion, om ajuns la o înaltă situție socială, cetățean îmbogățit și bine văzut datorită nu întâmplării ci unei munci inteligente și meritoase, spune Socrate. Socrate aduagă despre acesta că el și-a educat bine copilul: este astfel în măsură să deslușească pe Socrate și Menon asupra virtuții. 
Socrate îl întreabă pe Anytos care sunt învățătorii virtuții.
Filosoful ispitește un moment pe acela (care va fi unul dintre cei trei acuzatori ai săi), dacă nu cumva socotește pe sofiști drept învățători ai virtuții. Anytos le tăgăduiește cu indignare o astfel de însușire. Pentru el oricare cetățean de treabă este mai capabil să predea virtutea decât sofiștii. Un astfel de cetățean a învățat virtutea la rândul său de la înaintași.
Socrate acceptă ideea că în Atena au existat și există încă mulți oameni virtuoși. Dar altul este sensul întrebării sale. Este vorba dacă acești oameni au fost sau nu în stare să învețe și pe alții să fie ca ei; dacă virtutea este unul dintre lucrurile ce se pot învăța sau nu este unul dintre acesta.
Socrate își întreabă partenerii de discuție dacă Temistocles nu a fost un om superior ? Totuși, el nu și-a învățat nici pe copilul său în această direcție, spune Socrate. Aceasta este o dovadă că virtutea nu se învață, continuă acesta.

## Perspectiva lui Socrate
Socrate expune metoda sa ipotetică, precum și condițiile în care virtutea poate fi învățată. Este ea un dar al naturii, o știință ? E poate un rezultat al studiului ? și există învățători ai virtuții ? Pe aceștia Socrate nu-i vede, nu-i găsește nicăieri.
Socrate își conturează concepția despre virtute în următorii termeni: virtutea nu e nici dar al naturii nici lucru dobândit prin învățătură. Ea apare mai degrabă ca un dar divin și apare fără mijlocirea inteligenței....cu excepția cazului rar, când un bărbat de stat este întâmplător capabil să o transmită și să facă din altul un om cum este el însuși.